# 四輔二
HD 89571，又名BD+84 234，SAO 1701、HR 4062，是一颗鹿豹座的恒星，视星等为5.5，位于銀經126.85，銀緯31.76，其B1900.0坐标为赤經10h 15m 9.2s，赤緯+84° 31.76′ 37″。